# Muelleriella angustifolia
Muelleriella angustifolia är en bladmossart som beskrevs av Per Karl Hjalmar Dusén 1905. Muelleriella angustifolia ingår i släktet Muelleriella och familjen Orthotrichaceae. Inga underarter finns listade i Catalogue of Life.